# Kulturhuset Ravinen
Ravinen kulturhus är en konsthall och ett kulturhus i Båstad på Bjärehalvön i Skåne. Byggnaden ligger vid infarten till Norrvikens trädgårdar, intill bäckravinen som fått ge namn åt kulturhuset. Ravinen invigdes i oktober 2021.
Initiativtagare till kulturhuset är Ulla och Gustav Kraitz, som i tre decennier arbetat aktivt för att skapa en plats för konst och kultur på Bjäre. 
Ravinen har tre utställningssalar på sammanlagt 1.500 kvadratmeter golvyta, en konsertsal med plats för 230 personer, en skapande verkstad, Café & Bistro och butik. I sluttningen mot havet anläggs en skulpturpark. Byggnaden har ritats av Pontus Möller Arkitekter. Byggnaden har uppförts och ägs av Erik Paulssons bolag Backahill.